# Rodrigo Pérez Casada
Rodrigo Pérez Casada (Montevideo, Uruguay; 23 de julio de 1996) es un futbolista uruguayo. Juega de centrocampista y su equipo actual es el Club Olimpia de la Primera División de Paraguay.

## Trayectoria
Pérez Casada comenzó su carrera muy joven en Italia, fue en la temporada 2016-17 en el AZ Picerno de la Serie D donde solo jugó una temporada. Regresó a Uruguay en 2018, donde jugó en clubes de la Segunda División.
En enero de 2024, se confirmó su préstamo al Instituto de Córdoba de la Primera División de Argentina. El 19 de agosto de 2024 rescinde contrato con Instituto en mutuo acuerdo. El 21 de agosto de 2024 firma con Peñarol de Uruguay en condición de libre tras rescindir contrato con Instituto de Córdoba.

## Estadísticas
Actualizado al último partido disputado el 16 de febrero de 2024.
| AZ Picerno · Italia | 4.ª           | 2016-17       | 30  | 5 | 0 | 0 | — | — | 30  | 5 |
| AZ Picerno · Italia | Total club    | Total club    | 30  | 5 | 0 | 0 | 0 | 0 | 30  | 5 |
| Miramar Misiones · Uruguay | 2.ª           | 2018          | 12  | 0 | 0 | 0 | — | — | 12  | 0 |
| Miramar Misiones · Uruguay | Total club    | Total club    | 12  | 0 | 0 | 0 | 0 | 0 | 12  | 0 |
| Cerrito · Uruguay | 2.ª           | 2019          | 18  | 0 | 0 | 0 | — | — | 18  | 0 |
| Cerrito · Uruguay | 2.ª           | 2020          | 18  | 1 | 0 | 0 | — | — | 18  | 1 |
| Cerrito · Uruguay | Total club    | Total club    | 36  | 1 | 0 | 0 | 0 | 0 | 36  | 1 |
| CA Atenas · Uruguay | 2.ª           | 2021          | 18  | 0 | 0 | 0 | — | — | 18  | 0 |
| CA Atenas · Uruguay | Total club    | Total club    | 18  | 0 | 0 | 0 | 0 | 0 | 18  | 0 |
| Boston River · Uruguay | 1.ª           | 2022          | 32  | 0 | 0 | 0 | — | — | 32  | 0 |
| Boston River · Uruguay | Total club    | Total club    | 32  | 0 | 0 | 0 | 0 | 0 | 32  | 0 |
| Defensor Sporting · Uruguay | 1.ª           | 2023          | 23  | 0 | 0 | 0 | 0 | 0 | 23  | 0 |
| Defensor Sporting · Uruguay | Total club    | Total club    | 23  | 0 | 0 | 0 | 0 | 0 | 23  | 0 |
| Instituto (Córdoba) Argentina | 1.ª           | 2024          | 4   | 0 | 7 | 0 | — | — | 11  | 0 |
| Instituto (Córdoba) Argentina | Total club    | Total club    | 4   | 0 | 7 | 0 | 0 | 0 | 11  | 0 |
| Peñarol · Uruguay | 1.ª           | 2024          | 0   | 0 | 0 | 0 | — | — | 0   | 0 |
| Peñarol · Uruguay | Total club    | Total club    | 0   | 0 | 0 | 0 | 0 | 0 | 0   | 0 |
| Total carrera | Total carrera | Total carrera | 155 | 6 | 7 | 0 | 0 | 0 | 161 | 6 |
| (1) La copa nacional se refiere a la Copa Argentina y Copa de la Liga Profesional. (2) La copa internacional se refiere a la Copa Sudamericana y Copa Libertadores. |               |               |     |   |   |   |   |   |     |   |

## Palmarés

### Títulos nacionales
| Título              | Club    | País    | Año  |
| ------------------- | ------- | ------- | ---- |
| Segunda División    | Cerrito | Uruguay | 2020 |
| Torneo Clausura     | Peñarol | Uruguay | 2024 |
| Campeonato Uruguayo | Peñarol | Uruguay | 2024 |
| Torneo Intermedio   | Peñarol | Uruguay | 2025 |